# James C. McCormick
James C. McCormick auch Jim McCormick (* vor 1945; † 2007) war ein Flugingenieur in den USA, der der Entwicklung von Raketentriebwerken mit Wasserstoffperoxid wertvolle Impulse gegeben hat.

## Leben
Vom 19. Mai 1943 bis 1945 war McCormick als Bordingenieur bei der 775th Bombardment Squadron auf einer Boeing B-17 im Einsatz. 
Von 1945 bis 1954 war Mitarbeiter der Buffalo Electro Chemical Company (BECCO), welche Wasserstoffperoxid und Hydrazin herstellte und vertrieb. 1954 wurde BECCO von der Firma Field Mechanical Tech (FMC) übernommen. Von Juni 1954 bis Juni 1956 führte McCormick Versuchsreihen auf der US Naval Engineering Experiment Station in Annapolis durch. Dabei ging es um die Optimierung der Brennkammer eines U-Boot-Antriebs, der Diesel und Wasserstoffperoxid verbrannte.
Von 1958 bis 1963 arbeitete McCormick als Berater für McDonnell Aircraft Corporation am Mercury-Programm der NASA.
Ab 1960 arbeitete er als Berater für Bell Aerosystems und entwarf den Antrieb für den Raketenrucksack Small Rocket Lift Device, der für das US-Militär entwickelt wurde. Der Rucksack arbeitete ebenfalls mit Wasserstoffperoxid und entwickelte einen Schub von 1250 N. Im Jahre 1960 und 1961 wurden einige erfolgreiche Testflüge durchgeführt. Der Projektleiter Wendell Moore gab an, dass ohne McCormicks Beiträge der Rucksack nicht hätte verwirklicht werden können.
Weitere Raumfahrtprojekte, an denen McCormick beteiligt war, waren die Trägerrakete Scout, die Oberstufe Agena, die Syncom-Satelliten, der Lunar Landing Simulator der NASA und die Apollo-Rettungsrakete. Außerdem arbeitete er an der Lösung von Verbrennungsproblemen der F1-Triebwerke der Rakete Saturn V und an der Entwicklung von Unterwasserfahrzeugen.
Er ist Autor des Standardwerks „Hydrogen Peroxide Rocket Manual“, das FMC 1964 zum ersten Mal herausbrachte, und das mehrmals neu aufgelegt wurde. Im Jahr 1997 wurde McCormick Chief Propulsion Scientist für die Firma Thunderbolt Aerosystems.

## Veröffentlichungen
- Hydrogen Peroxide Rocket Manual, 1964